# Wälder, Wiesen und Feuchtgebiete bei Jestetten
Das FFH-Gebiet Wälder, Wiesen und Feuchtgebiete bei Jestetten ist ein im Jahr 2005 durch das Regierungspräsidium Freiburg nach der Richtlinie 92/43/EWG (Fauna-Flora-Habitat-Richtlinie) angemeldetes Schutzgebiet (Schutzgebietskennung DE-8317-341) im deutschen Bundesland Baden-Württemberg. Mit Verordnung des Regierungspräsidiums Freiburg zur Festlegung der Gebiete von gemeinschaftlicher Bedeutung vom 25. Oktober 2018 wurde das Gebiet festgelegt.

## Lage
Das 387,9 Hektar große Schutzgebiet gehört zu den Naturräumen 091-Hegaualb und 120-Alb-Wutach-Gebiet innerhalb der naturräumlichen Haupteinheiten 09-Schwäbische Alb und 12-Gäuplatten im Neckar- und Tauberland.
Es besteht aus fünf Teilgebieten und liegt auf der Markung von 3 Städten und Gemeinden:
- Dettighofen = 3.8766 ha, 1 %
- Jestetten = 329.5125 ha, 85 %
- Lottstetten = 50.396 ha, 13 %

## Beschreibung und Schutzzweck
Bei dem Schutzgebiet handelt es sich um eine Niederterrasse des Hochrheins mit bewaldeten Hängen, feuchten Mulden im Bereich ehemaliger Gerinne, zahlreichen versinterten Quellbereichen und Flachmooren, Feuchtgebieten mit Amphibienpopulationen und artenreichen Laubwäldern. Es ist ein naturnaher Uferbereich des Hochrheins.

### Lebensraumklassen
(allgemeine Merkmale des Gebiets) (prozentualer Anteil der Gesamtfläche)
Angaben gemäß Standard-Datenbogen aus dem Amtsblatt der Europäischen Union
|                                                                                   |                                                                                   |  |      |      |
| N06 – Binnengewässer (stehend und fließend)                                       | N06 – Binnengewässer (stehend und fließend)                                       |  | 2 %  | 2 %  |
| N07 – Moore, Sümpfe, Uferbewuchs                                                  | N07 – Moore, Sümpfe, Uferbewuchs                                                  |  | 3 %  | 3 %  |
| N09 – Trockenrasen, Steppen                                                       | N09 – Trockenrasen, Steppen                                                       |  | 3 %  | 3 %  |
| N10 – Feuchtes und mesophiles Grünland                                            | N10 – Feuchtes und mesophiles Grünland                                            |  | 12 % | 12 % |
| N15 – Anderes Ackerland                                                           | N15 – Anderes Ackerland                                                           |  | 4 %  | 4 %  |
| N16 – Laubwald                                                                    | N16 – Laubwald                                                                    |  | 30 % | 30 % |
| N17 – Nadelwald                                                                   | N17 – Nadelwald                                                                   |  | 8 %  | 8 %  |
| N19 – Mischwald                                                                   | N19 – Mischwald                                                                   |  | 37 % | 37 % |
| N21 – Nicht-Waldgebiete mit hölzernen Pflanzen (Obst- und Ölbaumhaine, Weinberge) | N21 – Nicht-Waldgebiete mit hölzernen Pflanzen (Obst- und Ölbaumhaine, Weinberge) |  | 1 %  | 1 %  |
|                                                                                   |                                                                                   |  |      |      |

### Lebensraumtypen
Gemäß Anlage 1 der Verordnung des Regierungspräsidiums Freiburg zur Festlegung der Gebiete von gemeinschaftlicher Bedeutung (FFH-Verordnung) vom 25. Oktober 2018 kommen folgende Lebensraumtypen nach Anhang I der FFH-Richtlinie im Gebiet vor:
| EU Code | Lebensraumtyp (offizielle Bezeichnung)                                                                          | Kurzbezeichnung                              | Hektar |
| ------- | --- | -------------------------------------------- | ------ |
| 3260    | Flüsse der planaren bis montanen Stufe mit Vegetation des Ranunculion fluitantis und des Callitricho-Batrachion | Fließgewässer mit flutender Wasservegetation | 8,84   |
| 6210    | Naturnahe Kalk-Trockenrasen und deren Verbuschungsstadien (Festuco-Brometalia)                                  | Kalk-Magerrasen – orchideenreiche Bestände   | 1,60   |
| 6410    | Pfeifengraswiesen auf kalkreichem Boden, torfigen und tonig-schluffigen Böden (Molinion caeruleae)              | Pfeifengraswiesen                            | 1,55   |
| 6430    | Feuchte Hochstaudenfluren der planaren und montanen bis alpinen Stufe                                           | Feuchte Hochstaudenfluren                    | 0,16   |
| 6510    | Magere Flachland-Mähwiesen (Alopecurus pratensis, Sanguisorba officinalis)                                      | Magere Flachland-Mähwiesen                   | 11,50  |
| 7220    | Kalktuffquellen (Cratoneurion)                                                                                  | Kalktuffquellen                              | 0,33   |
| 7230    | Kalkreiche Niedermoore                                                                                          | Kalkreiche Niedermoore                       | 2,65   |
| 8210    | Kalkfelsen mit Felsspaltenvegetation                                                                            | Kalkfelsen mit Felsspaltenvegetation         | 0,07   |
| 9130    | Waldmeister-Buchenwald (Asperulo-Fagetum)                                                                       | Waldmeister-Buchenwald                       | 53,94  |
| 9180    | Schlucht- und Hangmischwälder Tilio-Acerion                                                                     | Schlucht- und Hangmischwälder                | 8,28   |
| 91E0    | Auen-Wälder mit Alnus glutinosa und Fraxinus excelsior (Alno-Padion, Alnion incanae, Salicion albae)            | Auenwälder mit Erle, Esche, Weide            | 0,18   |

### Zusammenhängende Schutzgebiete
Das FFH-Gebiet überschneidet sich teilweise mit dem Landschaftsschutzgebiet Hochrhein-Klettgau. Die Naturschutzgebiete
- Nr. 3114 – Kapellenhalde - Wüster See
- Nr. 3200 – Nacker Mühle

liegen vollständig im FFH-Gebiet.